# داکتر گرینوود
داکتر گرینوود (به انگلیسی: Doctor Greenwood) بازیکن فوتبال زادهٔ ۳۱ اکتبر ۱۸۶۰ اهل کشور انگلستان که سابقهٔ بازی در تیم ملی فوتبال انگلستان را در کارنامهٔ خود دارد. وی در تاریخ ۱۸ فوریه ۱۸۸۲ نخستین بازی ملی خود را در مقابل تیم ملی فوتبال ایرلند انجام داد و با حضور در ۲ بازی ملی، در تاریخ ۱۱ مارس ۱۸۸۲ واپسین بازی ملی‌اش را در برابر تیم ملی فوتبال اسکاتلند برگزار کرد.